# 奥罗科
奥罗科是巴西伯南布哥州的一个市镇。总面积562.64平方公里，总人口10873人，人口密度19.3人/平方公里。